# Euxoa nevada
Euxoa nevada är en fjärilsart som beskrevs av Smith 1900. Euxoa nevada ingår i släktet Euxoa och familjen nattflyn. Inga underarter finns listade i Catalogue of Life.